# Mispila assamensis
Mispila assamensis là một loài bọ cánh cứng trong họ Cerambycidae.